# Limomyza sharkeyi
Limomyza sharkeyi är en tvåvingeart som beskrevs av Marshall 1997. Limomyza sharkeyi ingår i släktet Limomyza och familjen hoppflugor. Inga underarter finns listade i Catalogue of Life.